# Tvornica tekstila Trgovišće
Tvornica tektila Trgovišće (TTT) je hrvatska tekstilna tvornica koja proizvodi damastnu posteljinu i stolno rublje (stolnjake, salvete, kuhinjske ručnike). Posluju od 1924. i jedina su tvornica damasta u Hrvatskoj. Sjedište tvornice je u Velikome Trgovišću.

## Povijest

### Tvorpam
Tvornicu je 1924. u Zagrebu pod nazivom Tvornica za pamučnu industriju d. d. osnovao austrijski industrijalac Felix Pollack von Parnegg iz Beča. Većina opreme i strojeva dopremljena je iz Austrije i Čehoslovačke. Pogoni su bili smješteni u Gradišćanskoj ulici na Črnomercu.
Tvornica je proizvodila platna, damast, tkaninu za rublje i odjeću, flanel i knjigoveško platno. 1929. zapošljavalo je više od 600 radnika, proizvodeći oko 15 000 m tkanine dnevno.
Novim vlasnikom 1940. postaje Švicarska banka.
Nakon Drugoga svjetskog rata poduzeće je izvlašteno. Proizvodnja je nastavljena pod istim imenom (Tvorpam). U proizvodnju je uvedeno 614 mehaničkih tkalačkih stanova. Tada je tvornica zapošljavala 723 radnika i proizvodila približno 6,9 milijuna m tkanina godišnje.
Modernizacijom 1958. i 1959. postavljeno je 98 automatskih tkalačkih strojeva te nekoliko strojeva za bojenje tekstila. Proizvodnja je tada povećana na 10,9 milijuna m tkanina na godinu, a Tvropam je zapošljavao gotovo 2000 radnika. Između 1960. i 1964., otkupom Vojne pošte, tvornički prostor je znatno povećan.

### Tekstilni kombinat Zagreb
Okrupnjivanjem 1964. Tvropam je s Predionom Zagreb i Predionom Klanjec spojen u Tekstilni kombinat Zagreb (TKZ).
Tijekom 1970-ih i 1980-ih proizvodnja je bila organizirana putem OOUR-a.
Prediona Zagreb i Prediona Klanjec 1989. izdvojene su u zasebna poduzeća pa je OUR TKZ nastavio je poslovati samostalno, kao društveno poduzeće. Postupkom pretvorbe i privatizacije 1992. TKZ je postao dioničko društvo.
Tvornica je zapošljavala 570 radnika i proizvodila oko 5 milijuna m tkanina godišnje.

### Tvornica tekstila Trgovišće
Od 2000.-ih smanjuje se broj radnika. 2008. proizvodni pogoni su preseljeni iz objekta današnje Kuće Laube u Veliko Trgovišće. Društvo je tada promijenilo naziv u Tvornica tekstila Trgovišće d.o.o.
Dizajn i tkanje proizvoda odvijaju se u tvornici, no proces kemijske dorade obavlja se u Milanu. Nakon dorade, tkanine se vraćaju u tvornicu na konfekcioniranje. 2018. TTT je zapošljavao 85 radnika.
TTT je 2021. pokrenuo maloprodajnu marku posteljine i stolnog rublja Merla.

## Vanjske poveznice
- Službene stranice